# Richard von Weizsäcker
Il barone Richard Karl Freiherr von Weizsäcker (Stoccarda, 15 aprile 1920 – Berlino, 31 gennaio 2015) è stato un politico tedesco, sindaco di Berlino dall'11 giugno 1981 fino al 9 febbraio 1984, 6º presidente della Germania Ovest dal 1º luglio 1984 al 3 ottobre 1990, e dopo la riunificazione tedesca, primo presidente della Germania riunificata fino al 30 giugno 1994.

## Biografia
Con 3.652 giorni di presidenza continui, von Weizsäcker ha così ricoperto il secondo mandato più lungo da Presidente, dopo Theodor Heuss, con una differenza di un solo giorno. Durante il suo mandato da Presidente avvenne la riunificazione tedesca nel 1989 e nel 1990, divenendo così il primo Presidente della Germania riunificata. Era membro della CDU. È morto nel 2015 ed è stato sepolto nel cimitero di Dahlem am Hüttenweg, a Berlino. 
Il figlio Fritz von Weizsäcker è stato ucciso il 19 novembre 2019 a seguito di un accoltellamento alla clinica Schlosspark-Klinik di Charlottenburg. Era primario di medicina e chirurgia. È stato aggredito mentre teneva un discorso davanti a una platea di venti persone. L'aggressore, arrestato sul posto subito dopo l'omicidio, risultava essere affetto da problemi psichici.

## Pubblicazioni
- Von Deutschland aus – Reden des Bundespräsidenten. Siedler, Berlin 1985, ISBN 3-88680-173-X.
- Von Deutschland nach Europa. Die bewegende Kraft der Geschichte. Siedler, Berlin 1991, ISBN 3-88680-378-3; als Taschenbuch: Goldmann, München 1993, ISBN 3-442-12843-9.
- Richard von Weizsäcker im Gespräch mit Gunter Hofmann und Werner A. Perger. Eichborn, Frankfurt am Main 1992, ISBN 3-8218-1160-9 (Gespräch zur Ortsbestimmung deutscher Politik nach dem politischen Wandel in Osteuropa mit zwei ZEIT-Redakteuren).
- Vier Zeiten. Erinnerungen. Siedler, Berlin 1997, ISBN 3-88680-556-5.
- Drei Mal Stunde Null? 1949 – 1969 – 1989. Siedler, Berlin 2001, ISBN 3-88680-732-0.
- Was für eine Welt wollen wir? Richard von Weizsäcker im Gespräch mit Jan Roß. Rowohlt, Berlin 2005, ISBN 3-87134-524-5.
- Alles steht und fällt mit dem politischen Willen der Mitglieder. In: Humboldt Forum Recht.
- Die Deutschen und ihre Nachbarn. (12 Bände), hrsg. zusammen mit Helmut Schmidt, Beck, München 2008/2009, ISBN 978-3-406-90275-8.
- Der Weg zur Einheit. Beck, München 2009, ISBN 978-3-406-59287-4.